# Vodní nádrž Soběnov
Soběnovská přehrada (také Přehrada na Černé či vodní nádrž Hradiště) je vodní dílo vybudované na říčce Černé, severovýchodně od Kaplice, nedaleko obce Soběnov. Dostavěna byla v roce 1925 a je považována za nejstarší přehradu v jihočeském regionu. Primárním účelem přehrady je zadržovat vodu pro vodní elektrárnu a ochrana proti povodním. Při povodních v roce 2002 byla protržena, ale od roku 2005 opět slouží svému účelu.

## Stavba

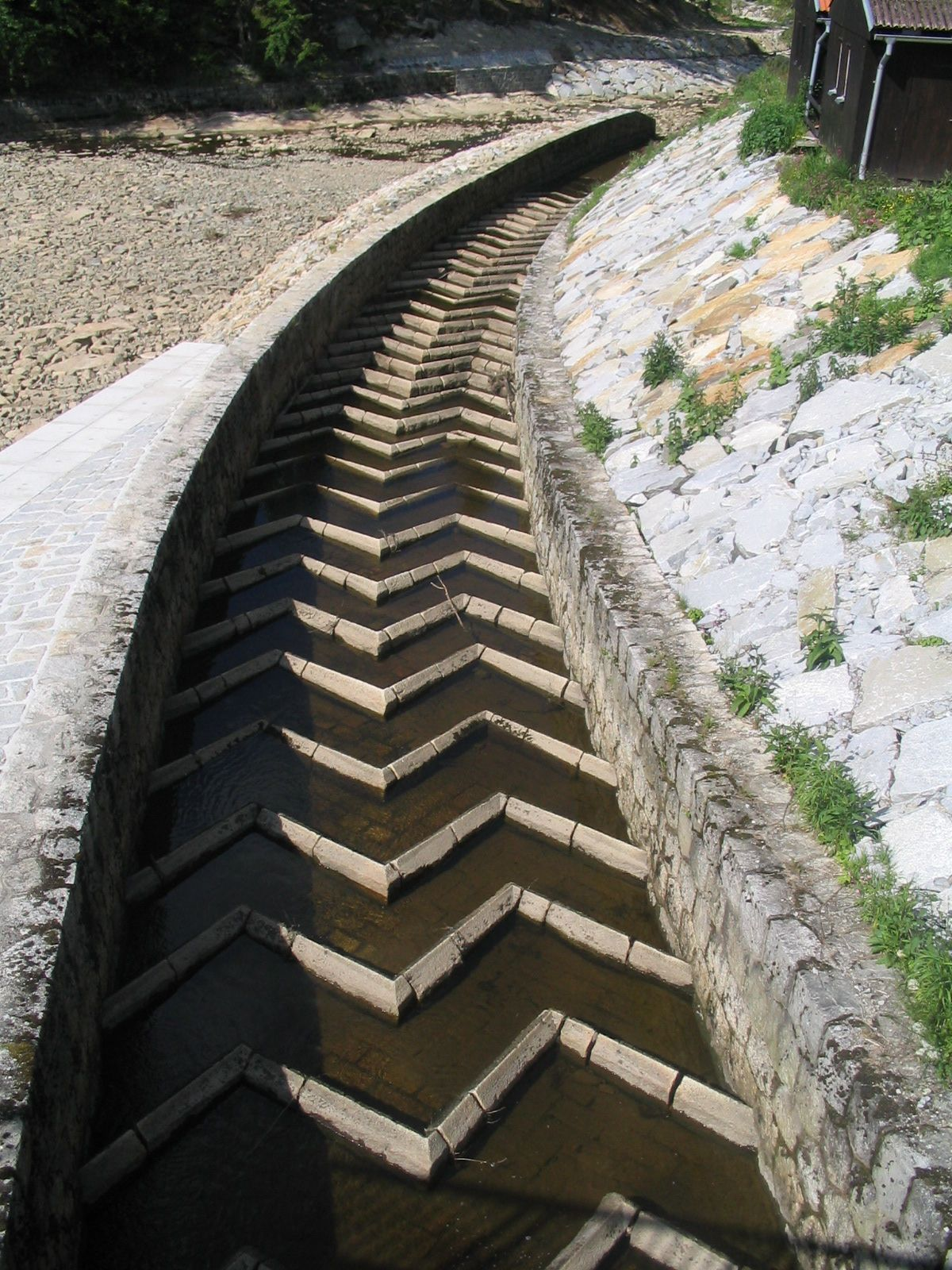
Vorová propust

Hráz je tížná z kamenného zdiva, se čtyřmi korunovými přelivy. Přelivy byly původně jen dva a zbytek hráze byl zemní sypaný. Právě tato sypaná část hráze však nevydržela nápor vody při povodních v roce 2002. Při opravě hráze byla tato část postavena z betonu obloženého kamenem a má podobný vzhled jako původní, zachovalá část hráze.
Na pravé straně hráze, byla při stavbě přehrady vybudována kvůli voroplavbě vorová propust. Na levé straně hráze je výpust, obtokový kanál od náhonu a vtokový objekt do přívodního tunelu k elektrárně.
Voda do elektrárny zpočátku teče 557 m dlouhým tunelem o průměru 1,35 m s kamennými větracími šachtami. Na tunel navazuje 544 m dlouhý betonový kanál o průměru 2 m, který ústí do vyrovnávací komory nad elektrárnou. Díky výhodné terénní konfiguraci Černé v daném úseku, která zde má mimořádně velký spád, je dosaženo převýšení hladin vody v elektrárně 59,34 m. V elektrárně jsou dvě Francisovy turbíny. Instalovaný výkon elektrárny je 1 472 (kW).
Nádrž poskytuje vhodné podmínky pro sportovní i rekreační rybolov. Je vedena jako pstruhový revír 423010 Černá 2.

## Základní data

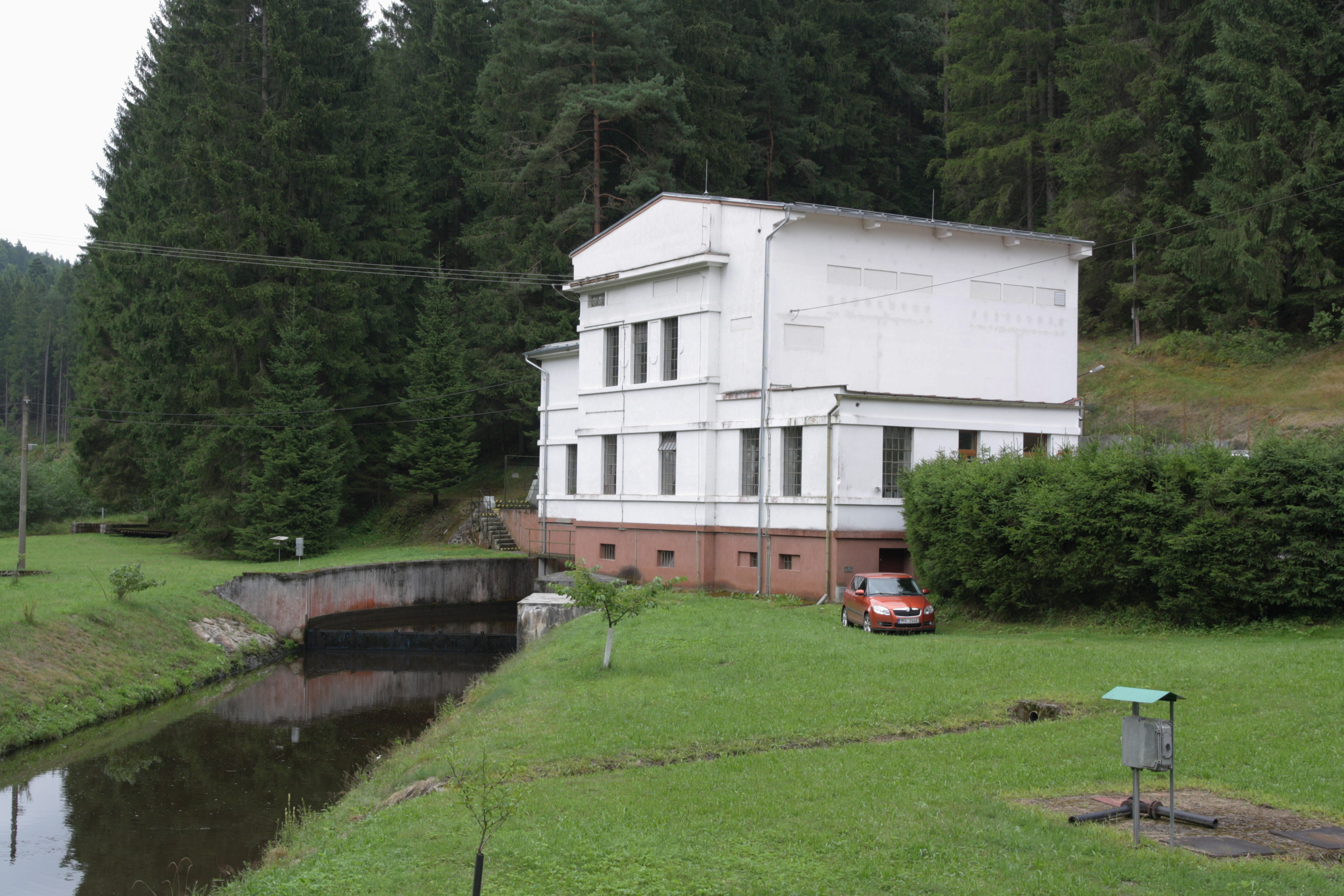
Vodní elektrárna Soběnov

### Nádrž
- kóta dna nádrže: 576,810 m n. m.
- kóta hladiny stálého nadržení: 579,810 m n. m.
- kóta hladiny zásobního objemu: 582,210 m n. m.
- kóta maximální hladiny: 583,260 m n. m.

### Hráz
Betonová tížná hráz
- ř. km: 6,400
- kóta koruny: 585,36 m n. m.
- délka koruny: 90,0 m
- šířka koruny: 3,6 m
- výška hráze nade dnem: 8,55 m
- výška hráze nad základy: 11,35 m